# هاربرگ
هاربرگ (به فرانسوی: Harreberg) یک کمون در فرانسه است که در Canton of Sarrebourg واقع شده‌است.

## خصوصیات
هاربرگ ۶٫۳۴ کیلومترمربع مساحت و ۳۵۲ نفر جمعیت دارد و ۴۴۰ متر بالاتر از سطح دریا واقع شده‌است.